# 街頭魔術
街頭魔術（英語：Street magic），一種魔術表演的形式，分為傳統街頭魔術、以及1990年代後期興起的游擊魔術（guerrilla magic）。

## 傳統街頭魔術
街頭魔術，是一種魔術的傳統表演手法，也是街頭藝術的一種類型。魔術師在街頭表演，直接拉住街頭經過的觀眾，在他們面前表演，以獲得掌聲及小費。

## 游擊魔術
游擊魔術是一種在1990年代後期興起的魔術表演手法。魔術師在公眾空間，如人行道或廣場，進行免費公開表演。與快閃行動類似，會以攝影機直接記錄現場觀眾的反應及表情。這種表演通常以真人實境秀的手法錄製，之後在電視或youtube之類的網路服務中播出。
這種表演型式，通常與魔術師大衛·布萊恩相連結，1997年在美國ABC頻道播出的《大衛·布萊恩：街頭魔術》（David Blaine: Street Magic），被認為是這種表演方式的起源。包括克里斯·安吉尔、Derren Brown、Cyril Takayama等人，也以這種表演手法而出名。